# هاردويك (فيرمونت)
هاردويك (بالإنجليزية: Hardwick, Vermont)‏ هي بلدة تقع بولاية فيرمونت في الولايات المتحدة. تبلغ مساحتها 101.1 (كم²)، وترتفع عن سطح البحر 408 م، بلغ عدد سكانها 3010 نسمة في عام 2010 حسب إحصاء مكتب تعداد الولايات المتحدة وتصل الكثافة السكانية فيها 30.1 نسمة/كم2.

## معرض صور

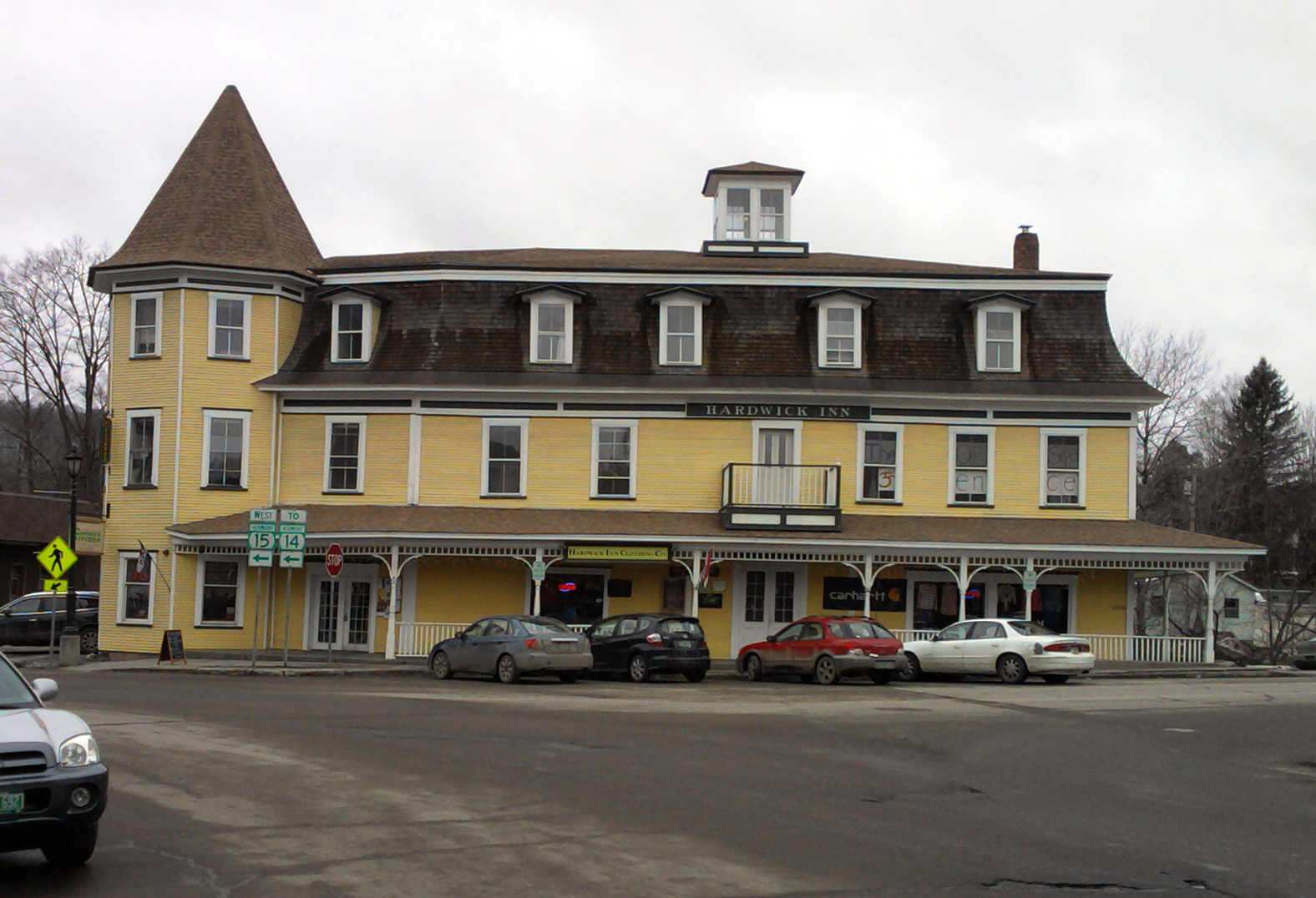
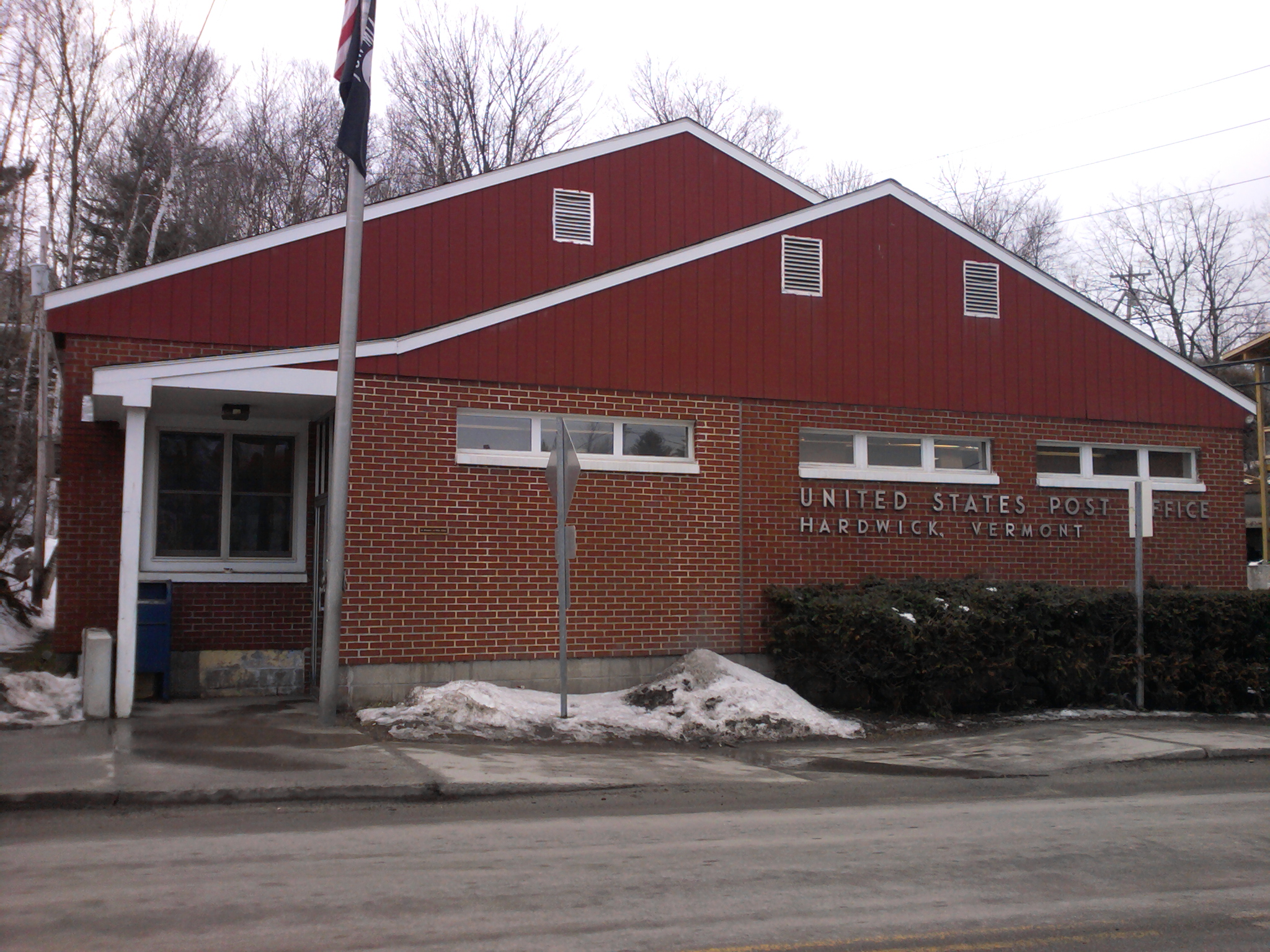
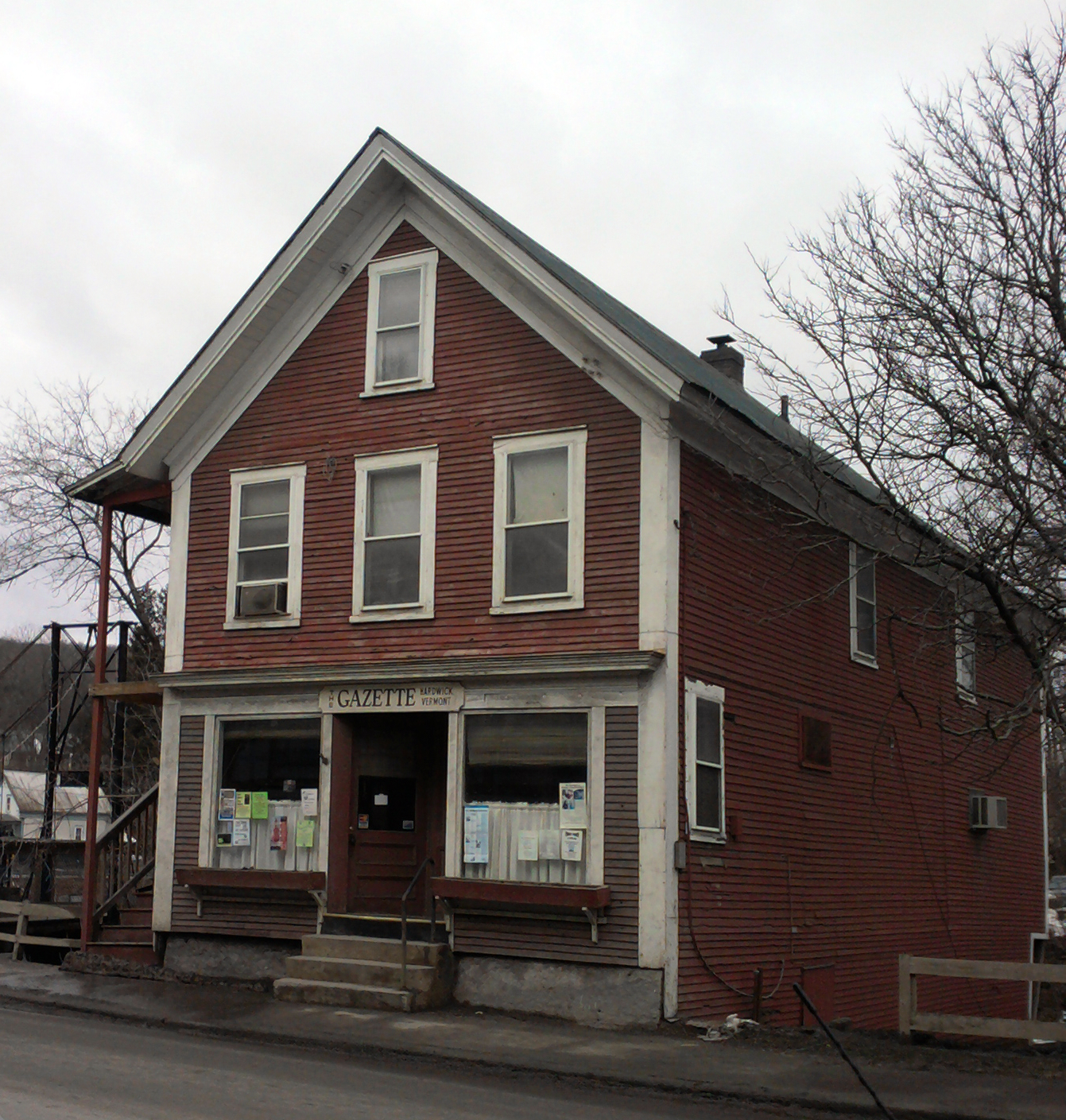
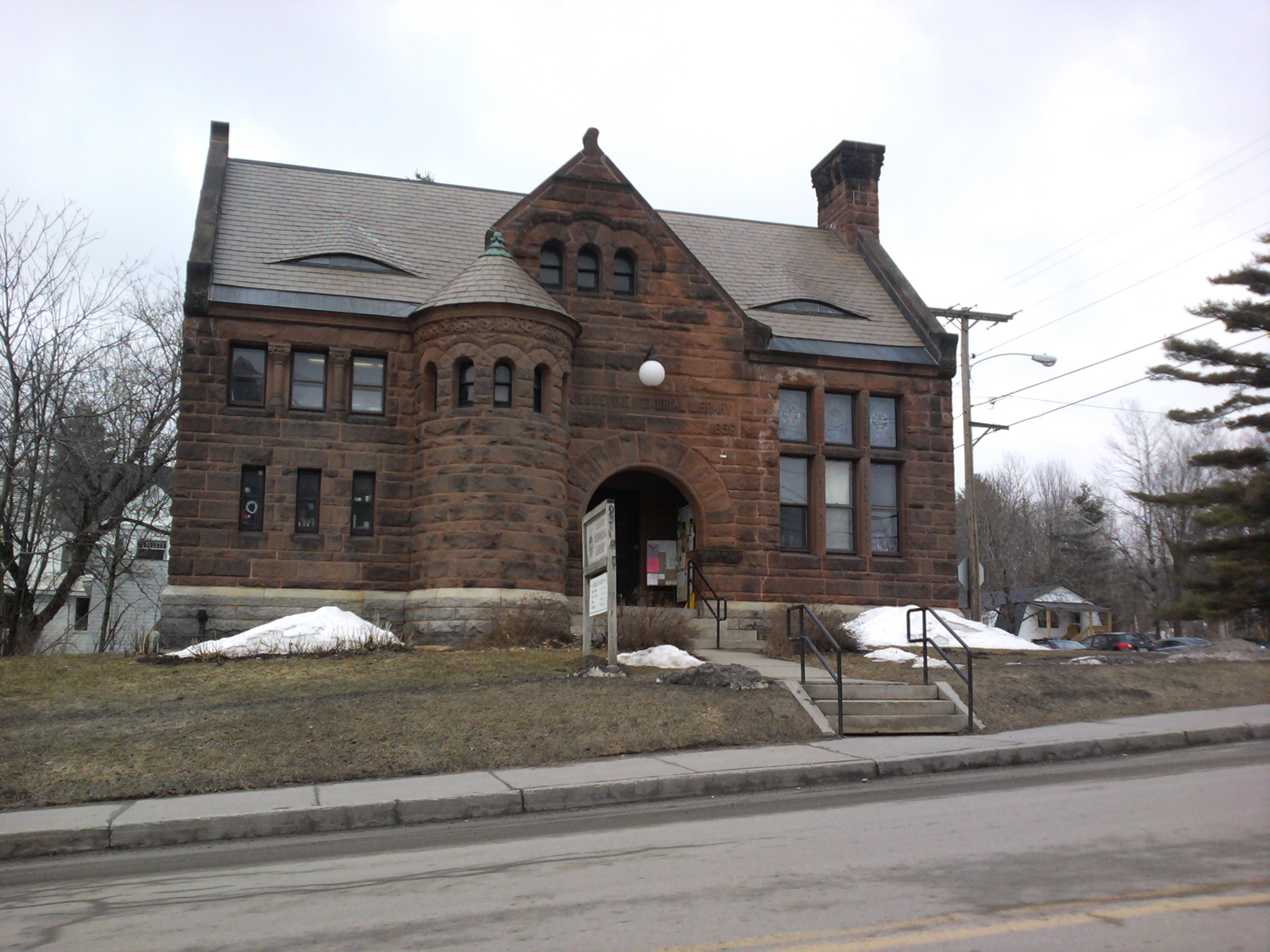
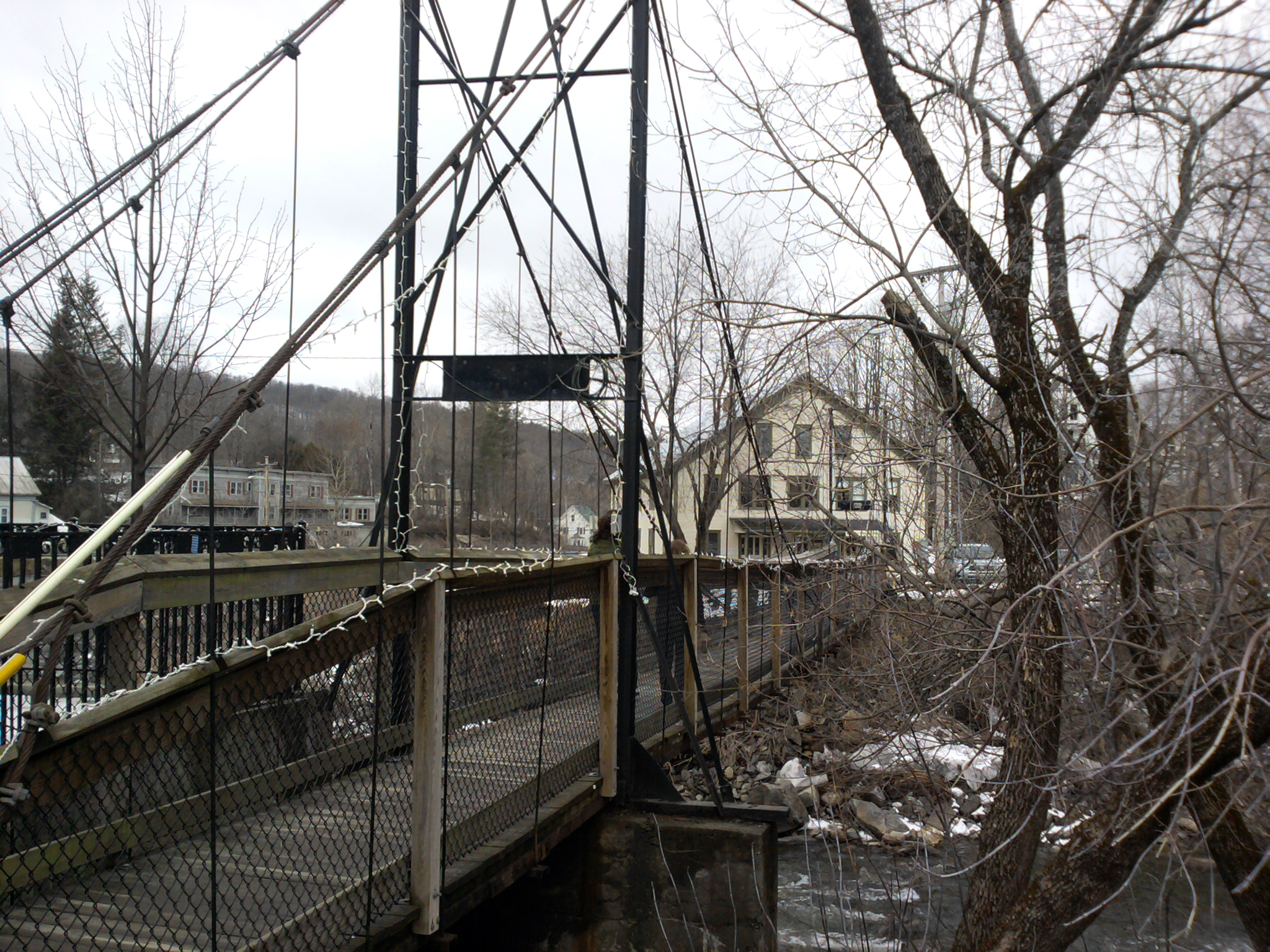
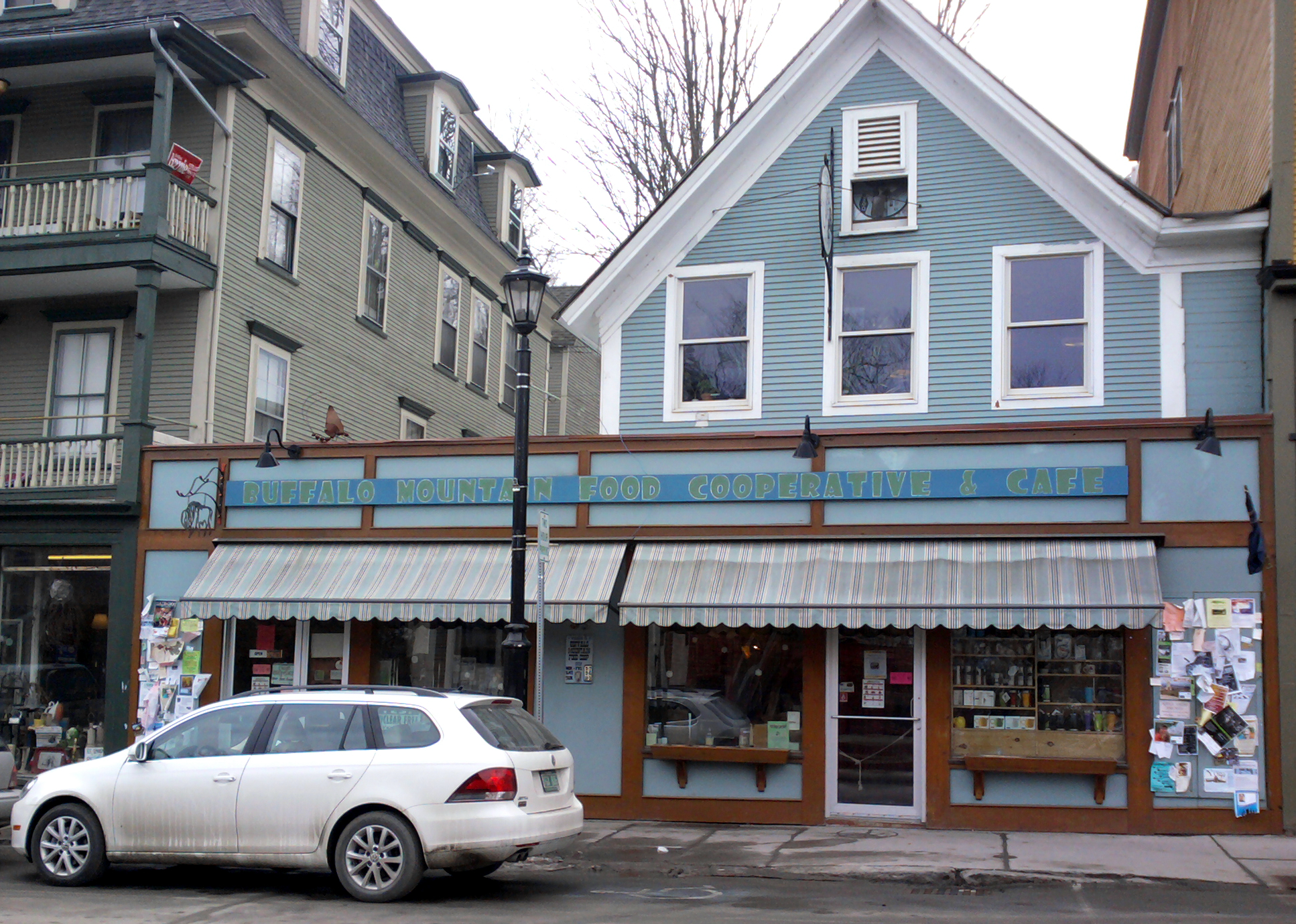

## أعلام
- قاي دبليو. بيلي
- ليفي أندروود
- لي إي. إيمرسون

## وصلات خارجية
- hardwickvt.org
- The US50 - Cities and Towns in Vermont State
- Vermont Cities and Towns, Facts, Map, Flag, Colleges, Government, and More